# Condor Flugdienst
Condor (voluit: Condor Flugdienst GmbH) is een Duitse luchtvaartmaatschappij gevestigd in Frankfurt am Main. Condor heeft haar belangrijkste hub in de luchthaven van Frankfurt en heeft daarnaast een secundaire hub op de luchthaven München.

## Geschiedenis
Condor werd op 21 december 1955 opgericht als Deutsche Flugdienst en startte haar activiteiten op 28 maart 1956. Een daling op de chartermarkt aan het begin van de jaren zestig leidde tot de overname van Deutsche Flugdienst door Lufthansa. Op 25 oktober 1961 werd de naam gewijzigd in Condor Flugdienst.
Van 1965 tot 1969 nam de groei van Condor toe en als gevolg daarvan besloot de luchtvaartmaatschappij over te schakelen naar een vloot die volledig bestond uit jet-vliegtuigen.
Vanaf 1971 begon de luchtvaartmaatschappij passagiers te vervoeren naar Noord-Amerika. Zwaar getroffen door de brandstofcrisis van de jaren zeventig, besloot de luchtvaartmaatschappij zich te ontdoen van haar Boeing 747's. Later, in 1981 werden er zowel DC-10 als Airbus A300 vliegtuigen aan de vloot toegevoegd.
In 1985 verhuisde het hoofdkantoor naar Neu-Isenburg in Hessen.
Tijdens het begin van de jaren 90 breidde Condor haar vloot uit met verschillende Boeing 757 en 767 vliegtuigen.
In maart 2003 werd de luchtvaartmaatschappij door Thomas Cook Group overgenomen, waarna de naam werd gewijzigd in Thomas Cook - Powered by Condor. Echter, in mei 2004 werd de naam Condor weer in ere hersteld.
Op 24 januari 2020 werd op een persconferentie in Frankfurt bekendgemaakt dat PLG Polish Airlines Group, het moederbedrijf van LOT Polish Airlines, Condor ging overnemen van het failliete Thomas Cook Group . Met deze overname kon LOT zich nadrukkelijker op de Europese markt van vakantievluchten concentreren. Condor vliegt voornamelijk vanaf luchthavens in Duitsland. Maar op 13 april 2020 heeft LOT Polish Airlines de aankoop teruggetrokken als gevolg van de industriële onrust die veroorzaakt was door de COVID-19-pandemie.

## Vloot
De vloot van Condor bestond in september 2022 uit volgende toestellen met een gemiddelde leeftijd van 18.8 jaar. Er wordt nog gewacht op een toestel van het failliete Germania. Dit toestel zal als reserve vliegtuig gestationeerd worden op de luchthaven van Dusseldorf.
| Type               | In Dienst | Bestelling | Passagiers | Passagiers | Passagiers | Passagiers | Passagiers | Opmerking                                             |
| Type               | In Dienst | Bestelling | B          | P          | E          | Totaal     | Ref        | Opmerking                                             |
| ------------------ | --------- | ---------- | ---------- | ---------- | ---------- | ---------- | ---------- | ----------------------------------------------------- |
| Airbus A320-200    | 16        | –          | 24         | Var        | Var        | 180        | [ 5 ]      | —                                                     |
| Airbus A320neo     | –         | 13         | TBA        | TBA        | TBA        | TBA        | TBA        | leveringen vanaf 2024 ter vervanging van A320         |
| Airbus A321-200    | 11        | —          | 24         | Var        | Var        | 210        | [ 6 ]      | wordt vervangen door A321neo                          |
| Airbus A321-200    | 11        | —          | 24         | Var        | Var        | 220        | [ 6 ]      | wordt vervangen door A321neo                          |
| Airbus A321neo     | –         | 28         | TBA        | TBA        | TBA        | TBA        | TBA        | leveringen vanaf 2024 ter vervanging van A321 en 757  |
| Airbus A330-200    | 5         | -          | 22         | Var        | Var        | 256        | [ 7 ]      | leased voor twee jaar voor trainings doeleinde        |
| Airbus A330-900neo | –         | 16         | TBA        | TBA        | TBA        | TBA        | TBA        | leveringen vanaf 2022 ter vervanging van 767          |
| Boeing 757-300     | 13        | —          | -          | 26         | 249        | 275        | [ 8 ]      | wordt vervangen door A321neo                          |
| Boeing 767-300ER   | 11        | –          | 18         | 35         | 205/206    | 258/259    | [ 9 ]      | wordt vervangen door A330neo. D-ABUM in retro kleuren |
| Boeing 767-300ER   | 11        | –          | 18         | 35         | 203/204    | 256/257    | [ 9 ]      | wordt vervangen door A330neo. D-ABUM in retro kleuren |
| Boeing 767-300ER   | 11        | –          | 30         | 35         | 180        | 245        | [ 9 ]      | wordt vervangen door A330neo. D-ABUM in retro kleuren |
| Totaal             | 56        | 57         |            |            |            |            |            |                                                       |

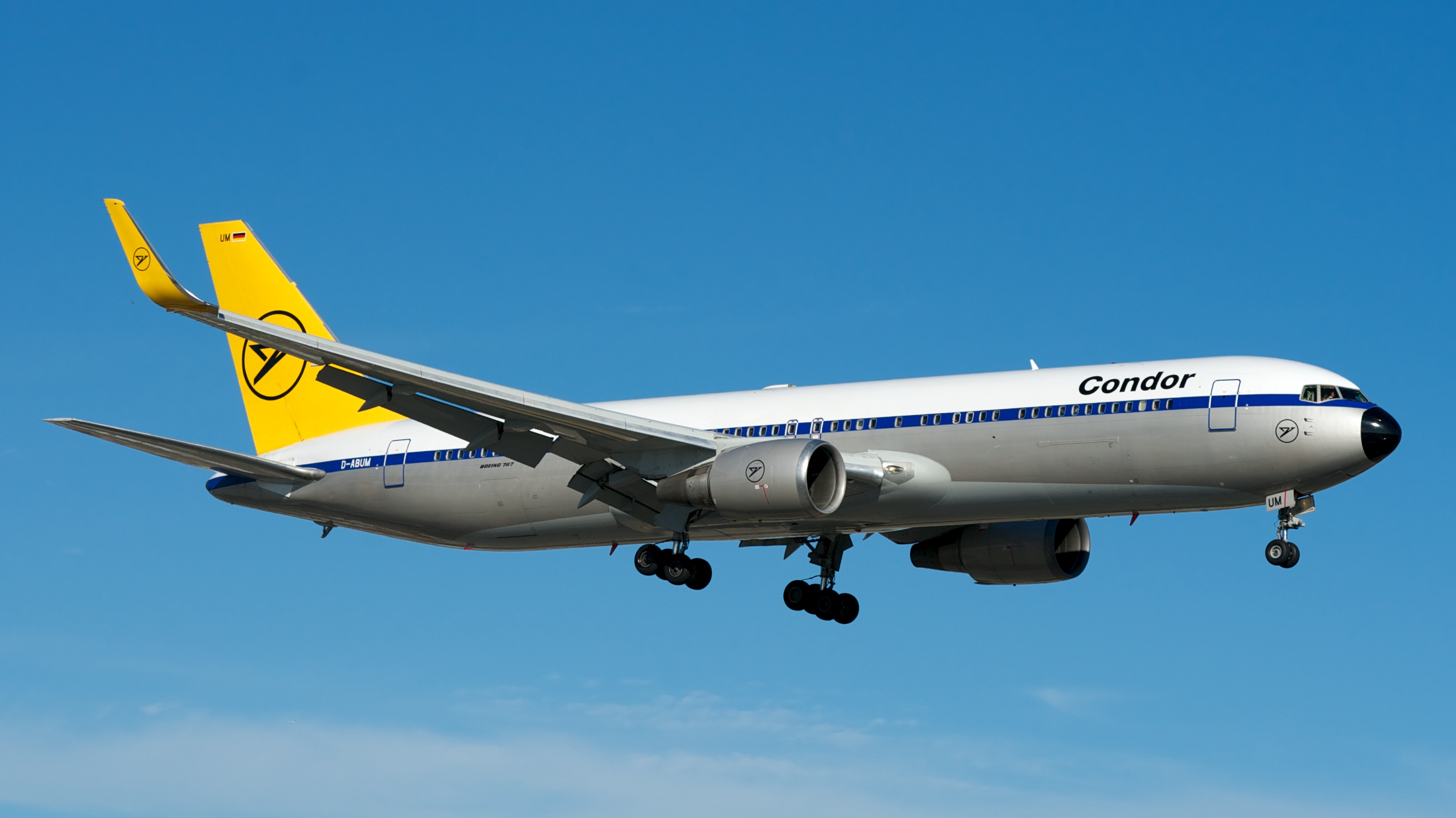
Boeing 767-300ER met 1980s retro livery
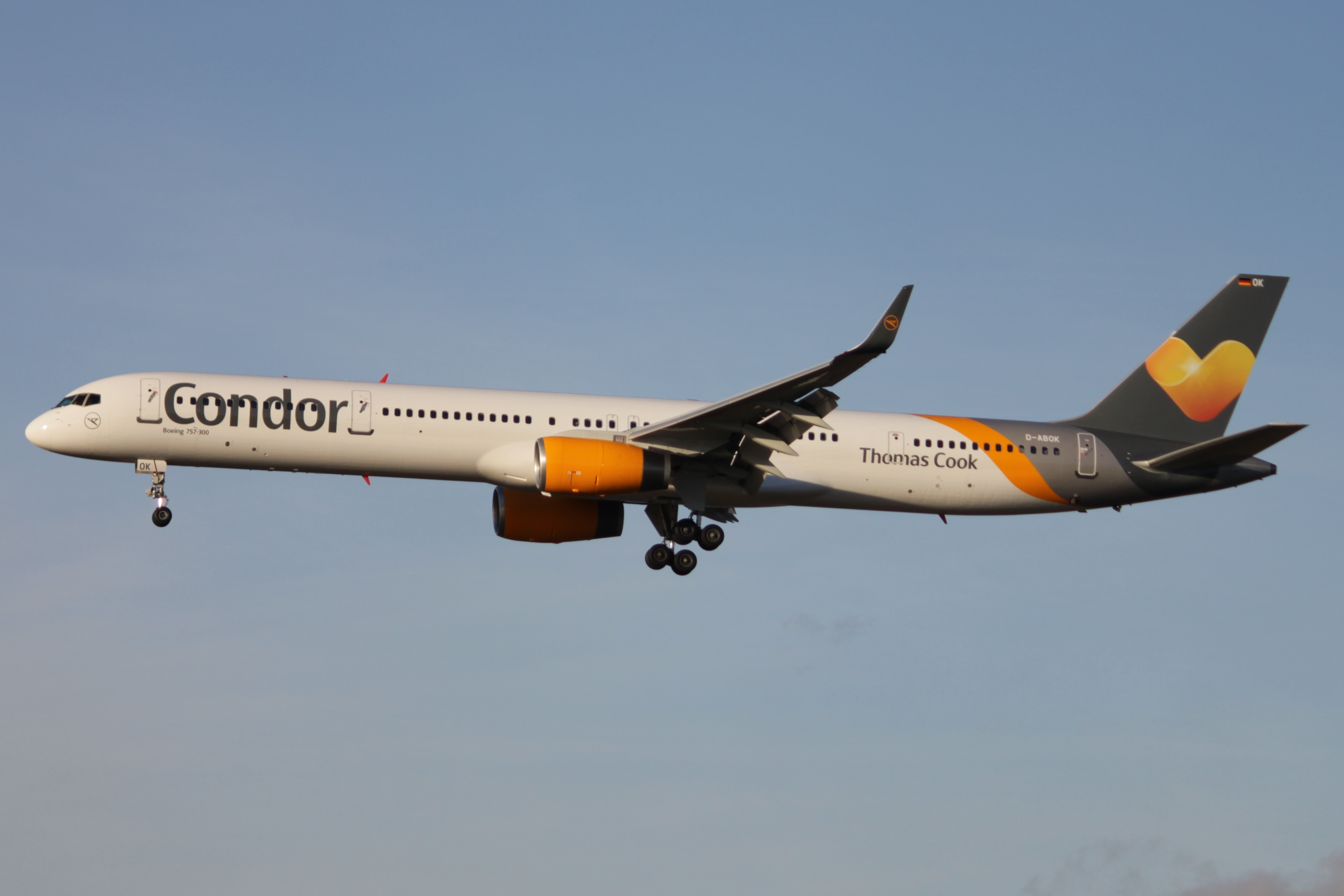
Boeing 757-300 met voormalige Thomas Cook merk livery
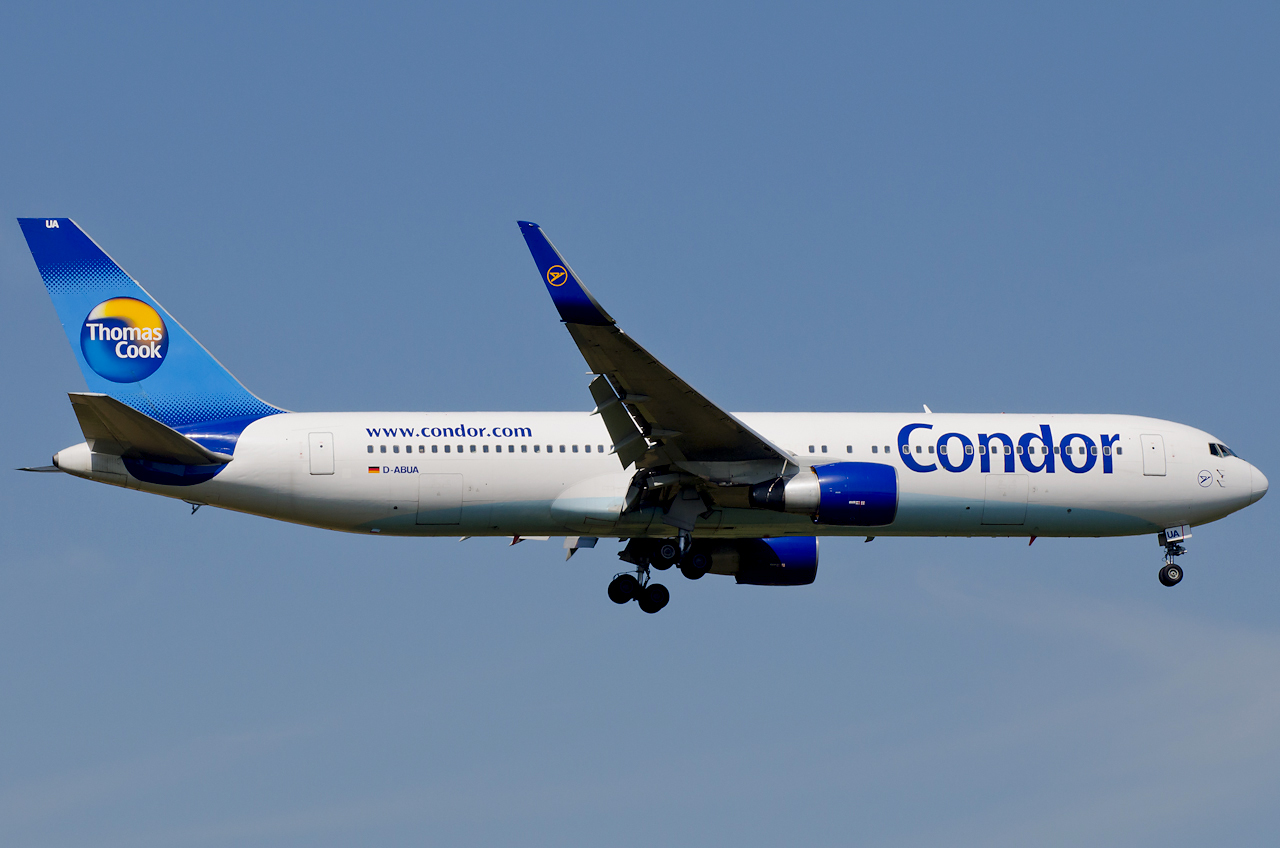
Condor Boeing 767-330ER in de oude Thomas Cook livery
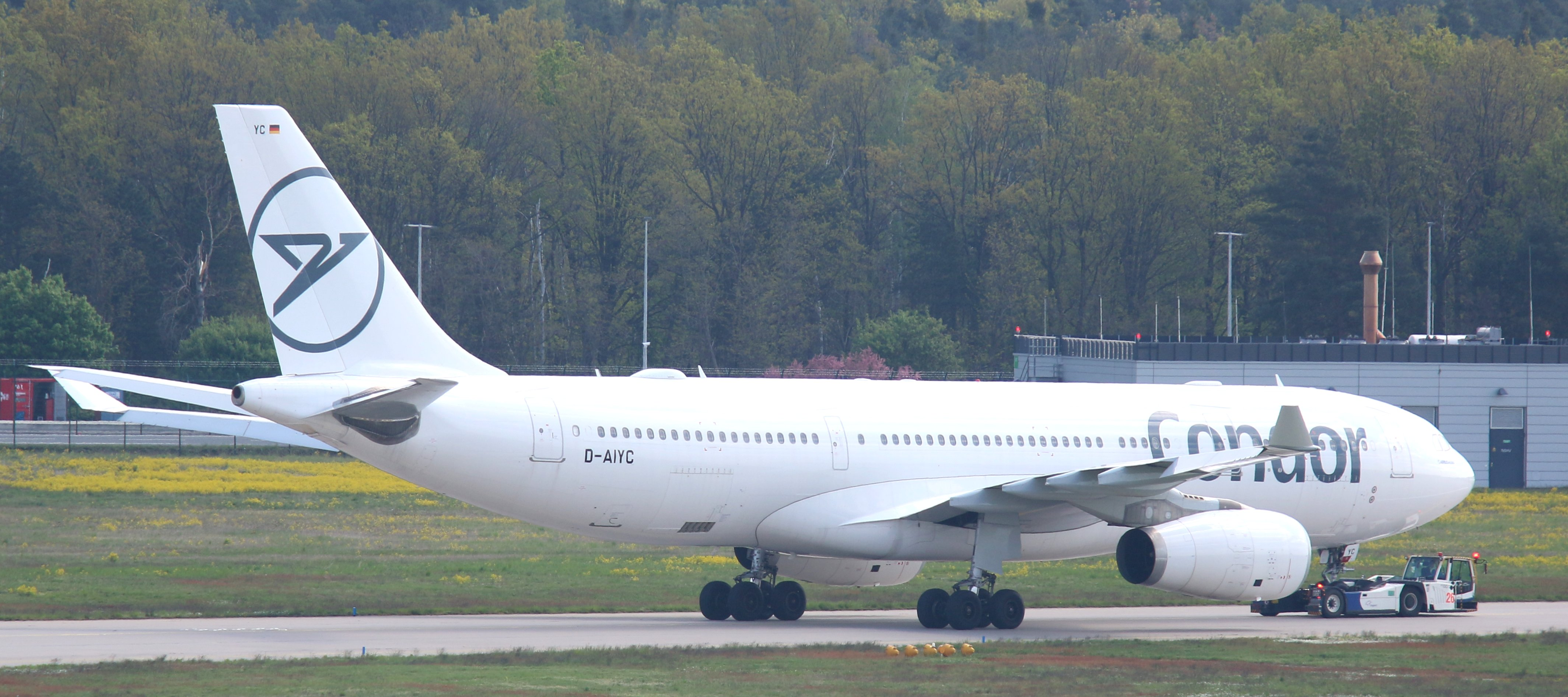
Airbus A330-200 met een basis livery versie
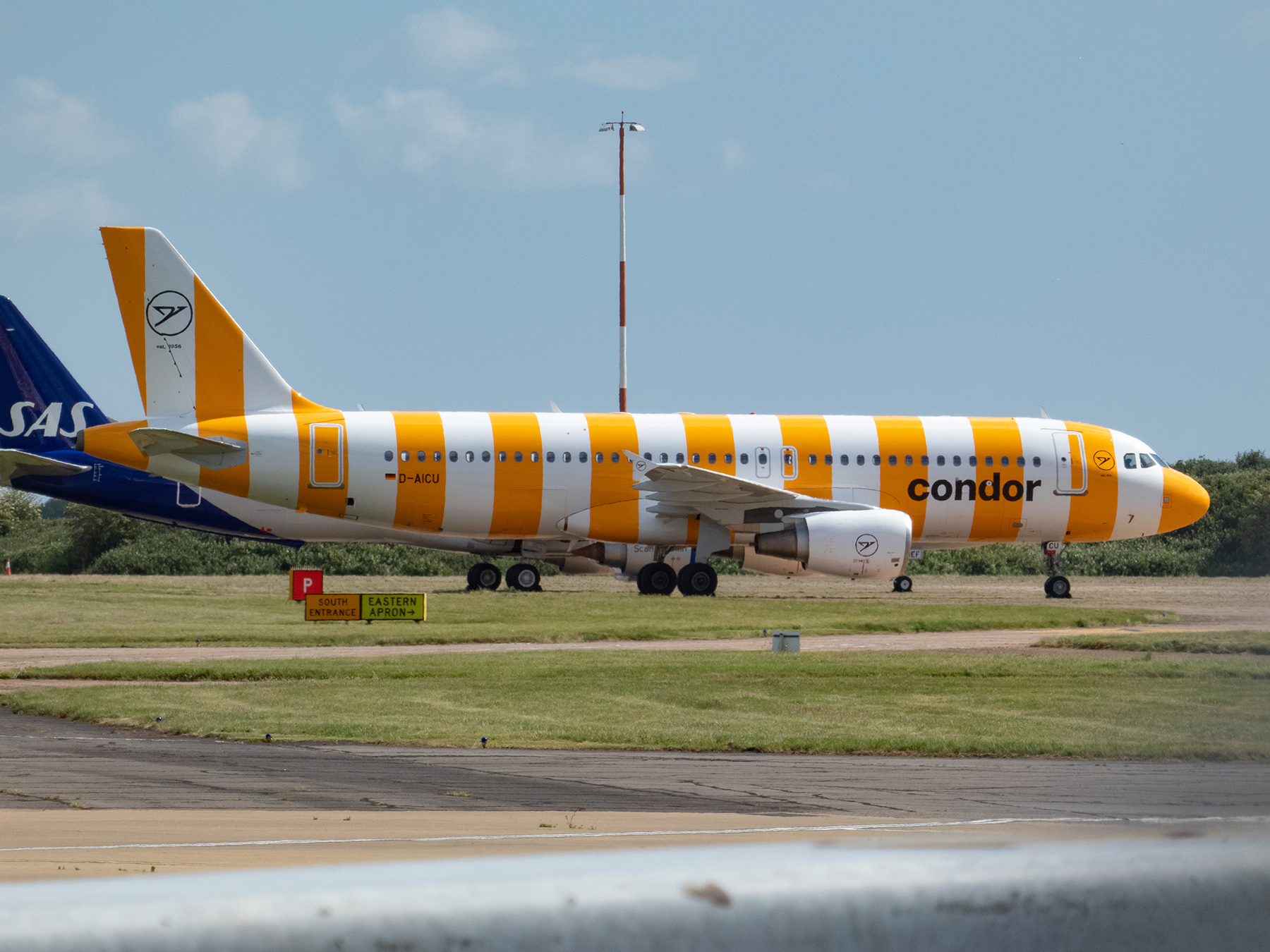
Airbus A320-200 met nieuwe livery
Het oude Condor logo tot de rebranding in 2022